# ماری آملی آلبراند
ماری آملی آلبراند (انگلیسی: Marie-Amélie Albrand؛ زادهٔ ۵ نوامبر ۱۹۹۷) بازیکن فوتبال اهل لوکزامبورگ است.
وی همچنین در تیم ملی فوتبال Luxembourg بازی کرده‌است.